# 뱅 앤 올룹슨

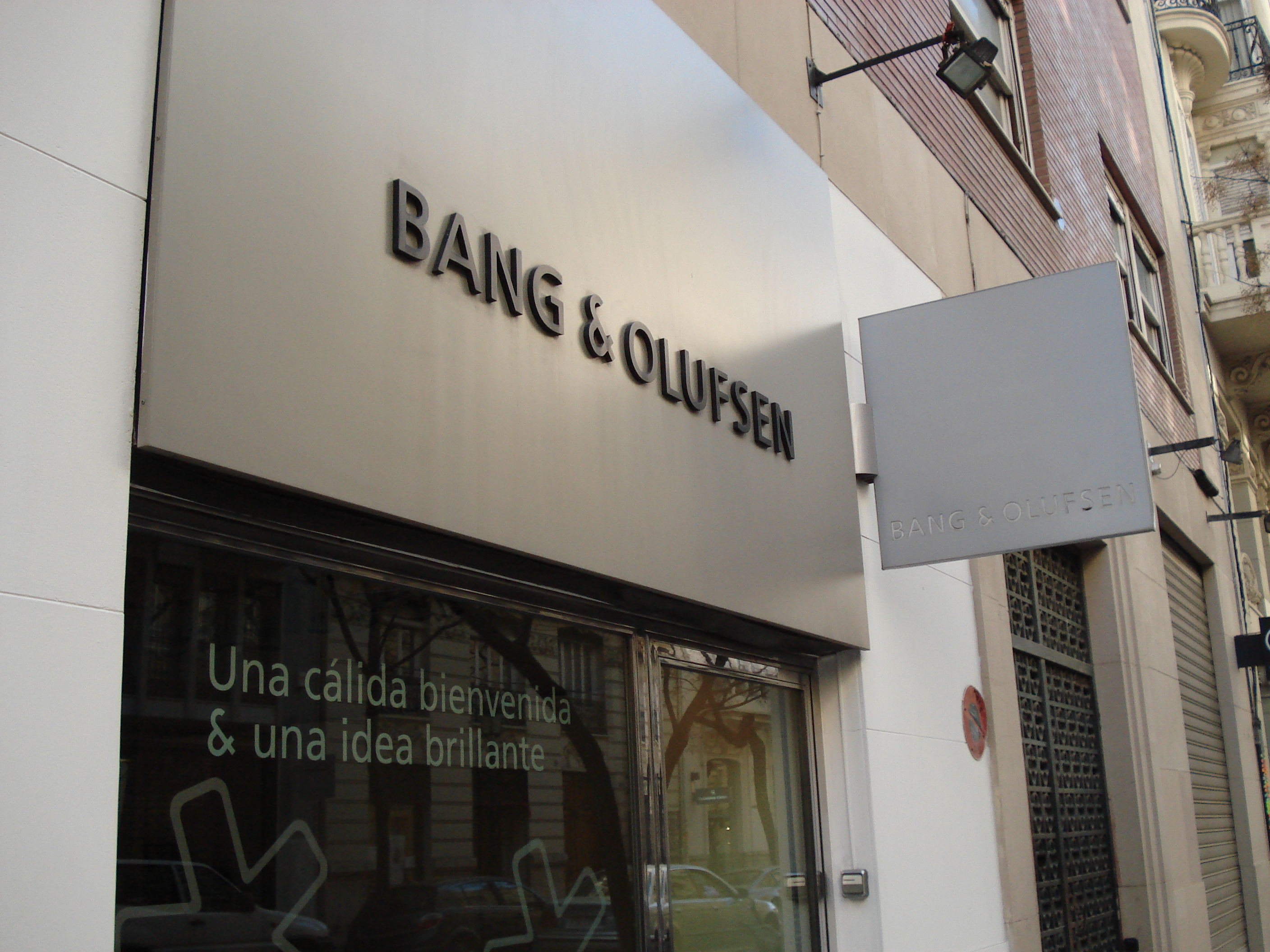
뱅 앤 올룹슨 매장

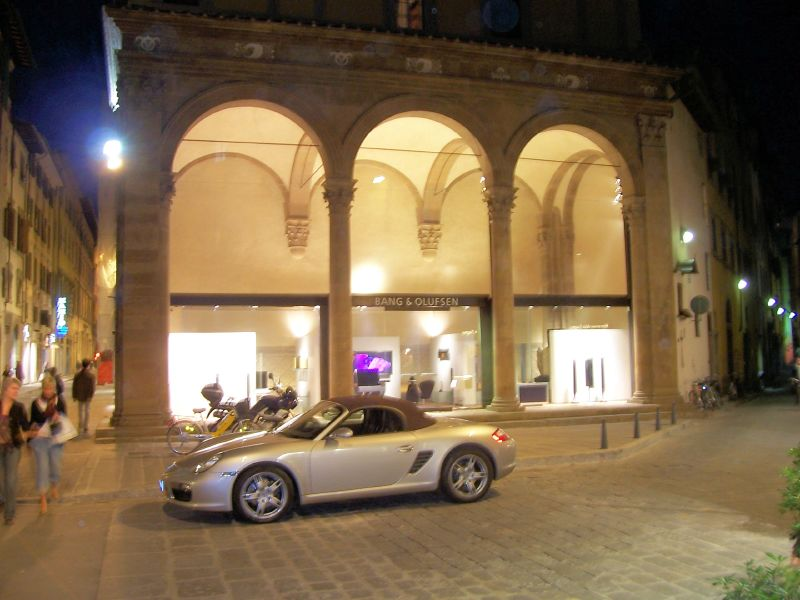
피렌체의 뱅 앤 올룹슨 매장

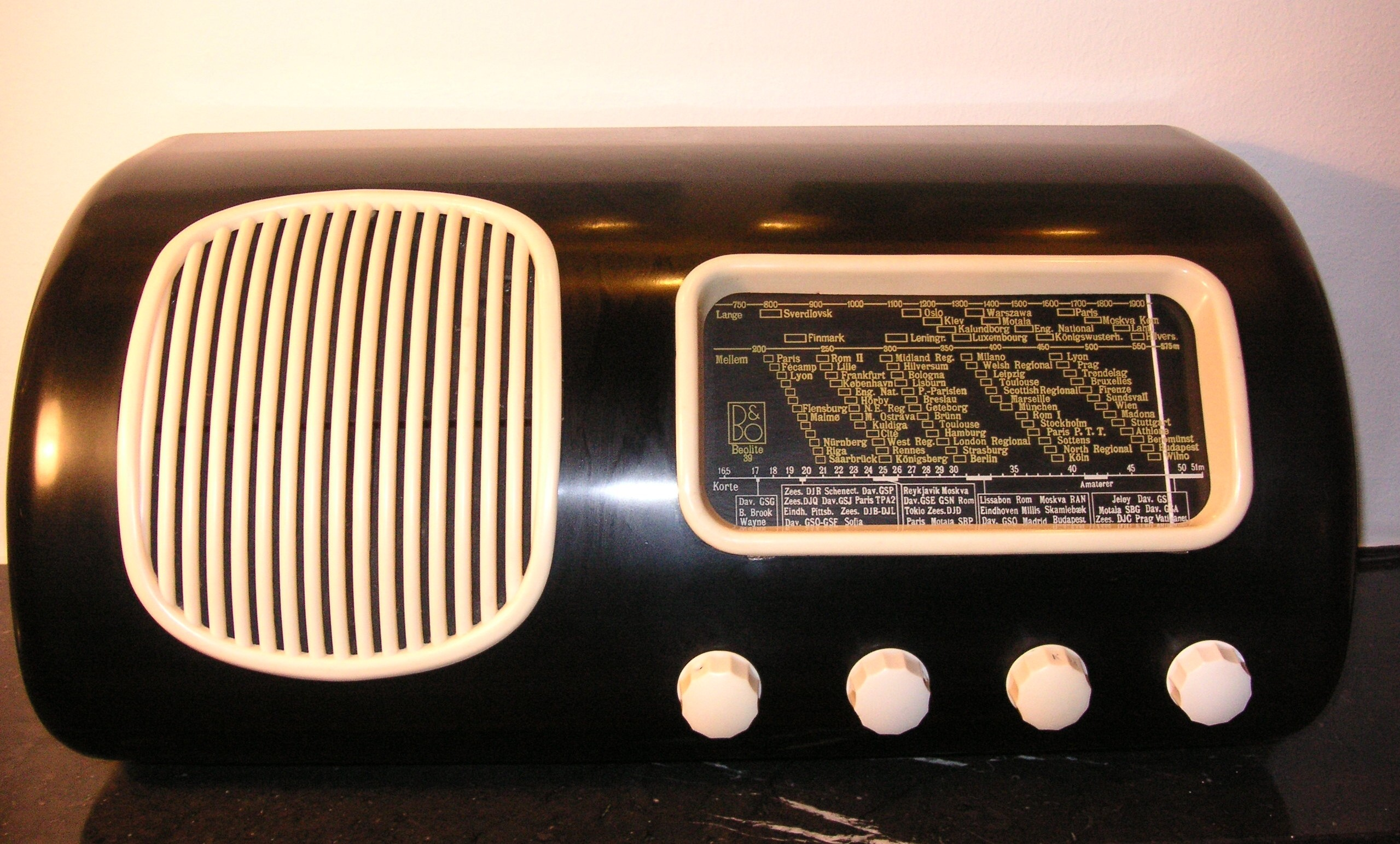
베오리트 39. 1938년. B&O의 Beolit 39. 베이클라이트 소재의 B&O 최초의 라디오.

뱅 & 올룹슨(덴마크어: Bang & Olufsen, B&O)은 고가의 고급형 오디오 기기를 설계 및 제조하는 덴마크 굴지의 전자 회사이다. 이외에도 텔레비전, 전화기를 설계 및 제조한다.

## 개요
1925년 피터 뱅(덴마크어: Peter Boas Bang)과 스벤드 올룹슨(덴마크어: Svend Olufsen)이 이 회사를 세웠다. 이 회사의 최초의 이노베이션은 교류에서 작동하는 라디오였다. 당시 대부분의 라디오는 축전지를 썼다.
그들은 라디오 및 라우드 스피커 분야에서 경험을 쌓은 뒤, 하나의 원칙을 세웠다. 그들의 제품들은 "정직한" 음악적 재현(reproduction)을 수행해야 한다는 원칙이다. 덴마크어로 이 원칙은 덴마크어: 'Ærlig musikgengivelse'라고 불린다. B&O의 세트와 스피커들에서 나오는 음악이 기술적 한계에 의해서 영향을 받지 않고서 그대로 사용자에 귀에 들려야 한다는 이상이었다. 이런 점에서 제품의 설계 및 테스트 과정에 있어서, 기구적인 테스팅 대신, 제품의 인지 음향학적인 면이 강조되었다.
뱅 & 올룹슨은 제품 디자인 면에 있어서, 최신 산업 디자인 경향을 곧잘 반영하곤 한다. 뱅 & 올룹슨 회사 내에는 디자이너가 없다. 대신 디자이너로 하여금 회사로부터 독립적인 지위를 갖게 해 주는 편이었다. 1970년대 및 1980년대 디자이너 자콥 젠슨이 B&O의 제품들을 많이 디자인하였다. 현재 B&O의 수석 디자이너는 David Lewis로 바뀌어 있다.

## 기존 출시 제품들
자세한 B&O의 기존 출시 제품 목록은 아래 외부 링크에 있는 웹페이지에 들어가면 볼 수 있다.
보통 B&O는 "베오"란 명칭을 제품명 앞에 붙인다.
- 베오코드(Beocord)는 카세트 덱 제품이다. 돌비 HX 프로 설계에도 관여하는 등 B&O는 카세트 기술 분야에 관여하기도 하였다.
- 베오마스터(Beomaster)는 리시버 제품이다. 5000 시리즈에서 7000 시리즈까지는 "마스터 콘트롤 패널"이라고 불리는 일종의 리모콘과 양방향 통신을 할 수 있다.
- 베오그람(Beogram)은 축음기 제품이다. 훗날 CD 플레이어 제품을 가리키는 말이 되었다. 최근의 베오그람 턴테이블은 직선운동형 톤 암(tangential tone arm)을 자주 채택하곤 하였다.
- 베오랩(Beolab)은 앰프와 액티브 라우드스피커(앰프 내장형 라우드스피커) 제품을 일컫는 말이다.
- 베오복스(Beovox)는 패시브 라우드스피커를 일컫는 말이다. (내장 앰프가 없는 스피커)
- 베오리트(Beolit)는 휴대용 라디오 제품이다.
- 베오시스템(Beosystem)은 콤포넌트 묶음을 일컫는다. 예를 들면, 베오마스터, 베오그람, 베오코드를 조화시켜 함께 작동시킬 수 있게 묶어 놓은 것이다.
- 베오센터(Beocenter)는 원피스(one-piece) 오디오 시스템 제품이다. B&O는 한 때 리시버, 턴테이블, 카세트 덱 등을 조합시켜 놓은 베오센터라는 제품을 팔기도 하였다.
- 베오콤(Beocom)은 전화기 및 전화기 액세서리(자동응답기 등) 제품이다.
- 베오비전(Beovision)은 텔레비전 제품이다.
- 베오사운드(Beosound)은 오디오 기기 시스템을 일컫는다.

## 현재
1990년대 들어 뱅 & 올룹슨은 뱅 & 올룹슨 기기 전문점을 많이 열었다. 소매점을 통해 물건을 유통시키는 방식이 아니라 소비자들에게 직접 물건을 파는 방식이었다. 미니 타입 오디오 시스템이 인기가 높아지자 오디오를 콤포넌트별로 파는 것을 중단하였다.
현재도 뱅 & 올룹슨은 그들 제품의 현대적인 디자인 요소를 강조하고 있다.
오디오를 콤포넌트 별로 파는 것은 중단했지만, 하이 퍼포먼스 라우드스피커 제조 부문에 있어서아직 B&O는 시장의 주요 업체로 남아 있다. 주력 스피커인, 베오랩 5(BeoLab 5)는 디지털 신호 처리 기술을 이용해 스피커가 설치된 방의 특성에 맞게 주파수 응답을 조절한다. 중간 대역과 높은 주파수 대역 드라이버들은 웨이브가이드를 채택하였다. 중간에서 높은 대역의 주파수가 천장이나 바닥에 부딪혀서 반사되어 사용자에 귀에 들어가는 것을 방지하기 위해서였다. 이 기술은 1987년 Phönix Klangsäulen가 발명한 기존의 기술에 영향을 받은 것으로 보인다.
현재도 뱅 & 올룹슨은 비표준 기기를 고집하는 면이 남아 있다. 홈 시어터 기기로서 많이 쓰이고 있는 THX 인증기기들과는 달리 THX를 지원하지 않는다.

### 오디오 기기를 넘어
소비자용 제품 외에도, 초정밀 알루미늄 제조 시설을 뱅 & 올룹슨은 갖추고 있다. 뱅 & 올룹슨도 또한 알루미늄 소재를 그들 제품에 많이 사용하고 있다.
1999년 뱅 & 올룹슨과 Karsten Nielsen 박사가 모여, ICEpower A/S라는 회사를 차렸다. 이 회사는 클래스 D 앰플리파이어를 전문적으로 제조 개발하는 업체이다. 클래스 D 앰플리파이어는, 클래스 A, AB, B 오디오 앰플리파이어에 비해 효율이 좋은 것으로 알려져 있다.
최근 들어, 뱅 & 올룹슨은 "A8" 이어폰을 성공시켰다. 이 이어폰은 앤더스 헤르만센이 디자인한 것이었다. 애플의 아이팟이 유행하던 때, 애플 스토어에서 팔기 시작하면서 인기를 얻었다.
최근에는, 여러 스마트 기기 제조 업체와 협력을 맺기도 하였다. 필립스, 에릭슨과 협력하기도 하였다. 삼성전자와 합작해 세린(Serene)이라는 휴대폰을 개발하였다. 2007년 12월에는 세레나타라는 휴대폰을 개발하였다.

또한, 아우디의 프리미엄 세단인 A8 및 아우디 S8의 전용오디오를 개발하였다. 아우디 A4, A5, A6, Q7, A8, R8, 제네시스 GV60, G90 모델에 오디오를 공급하고 있고, HP의 엔트리급 노트북인 파빌리온 시리즈를 비롯한 하이엔드급 노트북인 빅터스 시리즈에 탑재된 사운드 솔루션이 적용된 바 있다.

### 도전에 직면
최근들어 MP3 플레이어들이 뱅 & 올룹슨을 어렵게 하고 있다. 뱅 & 올룹슨은 뒤늦게 베오사운드 2라는 플레이어를 갖고 MP3 플레이어 시장에 뛰어들었다. 저명한 리뷰인 CNET 리뷰는 이 기기에 10점 만점에 겨우 4.3점을 주었다. 매우 비싸고, DRM으로 보호된 WMA를 플레이하지 못하고, LCD도 없으며, 내장 메모리도 없는 최악의 기기라고 평했다. 대신 음질은 꽤 괜찮으며, 케이스가 튼튼하다고 밝혔다.

## 같이 보기
- 베오사운드 2
- 베오사운드 4
- 베오링크
- 베오포트